# またここであいましょう
「またここであいましょう」は、GLAYが2002年7月24日にリリースした通算26作目のシングル。

## 概要
「逢いたい気持ち」と共に2週連続シングルリリースの1週目にリリース。
2作ともオリコン最高位は2位。その時の1位は共に浜崎あゆみの「H」で2週連続で1位であった（通算3回、1位を獲得）。

## 収録曲
1. またここであいましょう
  - 作詞・作曲:TAKURO、編曲:GLAY・佐久間正英

2002年2月に行われた「GLAY TOUR 2002 Special Extra Package“ONE LOVE”」にて発売前に演奏されていた。
当時のTAKUROの私生活の影響で「Way of Difference」に続き、『逢いたい』というフレーズから始まる曲であり、それはさらに次の「逢いたい気持ち」に引き継がれる。
このPVは7月頃に撮られたものである。
2. GIANT STRONG FAUST SUPER STAR
  - 作詞・作曲:HISASHI、編曲:HISASHI・Kei Kusama・佐久間正英

曲中のキャラクターの台詞として、山寺宏一、緑川光、西田裕美が参加している。
2014年11月21日にはすーぱーそに子によるカバー音源をニコニコ動画の公式アカウントより配信[2][3]。また、同音源は『UNITY ROOTS & FAMILY,AWAY Anthology』のGLAY OFFICIAL APP限定コンテンツとして収録。

## タイアップ
- 日本航空「JAL NEW CHINA」CMソング。（#1）

## 収録アルバム
またここであいましょう
- UNITY ROOTS & FAMILY,AWAY
- THE GREAT VACATION VOL.1 〜SUPER BEST OF GLAY〜
- UNITY ROOTS & FAMILY,AWAY Anthology (リミックスバージョン)

GIANT STRONG FAUST SUPER STAR
- rare collectives vol.2
- UNITY ROOTS & FAMILY,AWAY Anthology (リミックスバージョン)